# Anorthodes triquetra
Anorthodes triquetra är en fjärilsart som beskrevs av Augustus Radcliffe Grote 1883. Anorthodes triquetra ingår i släktet Anorthodes och familjen nattflyn. Inga underarter finns listade i Catalogue of Life.